# 忍陵神社
忍陵神社（しのぶがおかじんじゃ）は、大阪府四條畷市岡山にある神社。式内社で、旧社格は村社。神社名は、附近にある忍ケ丘駅の駅名の由来となっている。「にんりょうじんじゃ」と読まれることもある。
忍岡古墳の墳丘上にあり、戦国時代に岡山城が築かれた地と伝えられる。

## 祭神
藤原鎌足を主祭神とし、熊野大神・品陀和氣命・馬守大神・大将軍神を配祀する。

## 歴史
忍陵神社は、明治44年、津桙神社に近隣の2社を合祀し改称したものである。津桙神社の元の祭神は藤原鎌足・品陀和氣命・熊野大神であった。
津桙神社は、創建の年代は不詳であるが、元は当地の古代豪族・津桙氏が祖神を祀っていたものが、後に応神天皇を氏神とされるようになったものとみられる。江戸時代までは新宮大権現と称し、天武天皇の時代に役行者が開基したとの伝承もある。平安時代に熊野信仰がさかんになると、熊野大神が合祀された。元の鎮座地は現在地より南、岡山村坪井の通称・赤山であったが、江戸時代に現在地に遷座し、当地にあった鎌足社（祭神 藤原鎌足）を合祀した。明治5年（1872年）に旧岡山村の村社に列格した。明治44年に以下の2社を合祀した。
- 旧砂村の村社・馬守神社（祭神 馬守大神）
- 旧砂村の無格社・大将軍社（祭神 大将軍神）

## 境内

### 忍岡古墳
昭和9年（1934年)、室戸台風により社殿が倒壊した。その修復作業中に前方後円墳の竪穴式石室が発見され、「忍岡古墳」と名附けられた。昭和47年（1972年）3月31日、忍岡古墳の石室が大阪府指定文化財に指定された。
忍岡古墳は全長87mの前方後円墳で、4世紀中ごろの古墳時代に作られたものである。

### 岡山城
岡山城は、三好長慶が飯盛山城を居城とした永禄3年（1560年）頃に飯盛山の北東にある忍岡古墳の丘陵を利用して築かれた支城として伝えられている。永禄、天正年間には当時の城主である結城氏が熱心なキリシタンで、キリシタン信仰の拠点となる。
慶長20年（1615年）の大坂夏の陣では、徳川方の本陣として同地が使われ、勝利した事から縁起の良い所として御勝山とも称されるようになるが、当時の遺構は殆ど破壊されており 今では名残を見る事は出来ない。

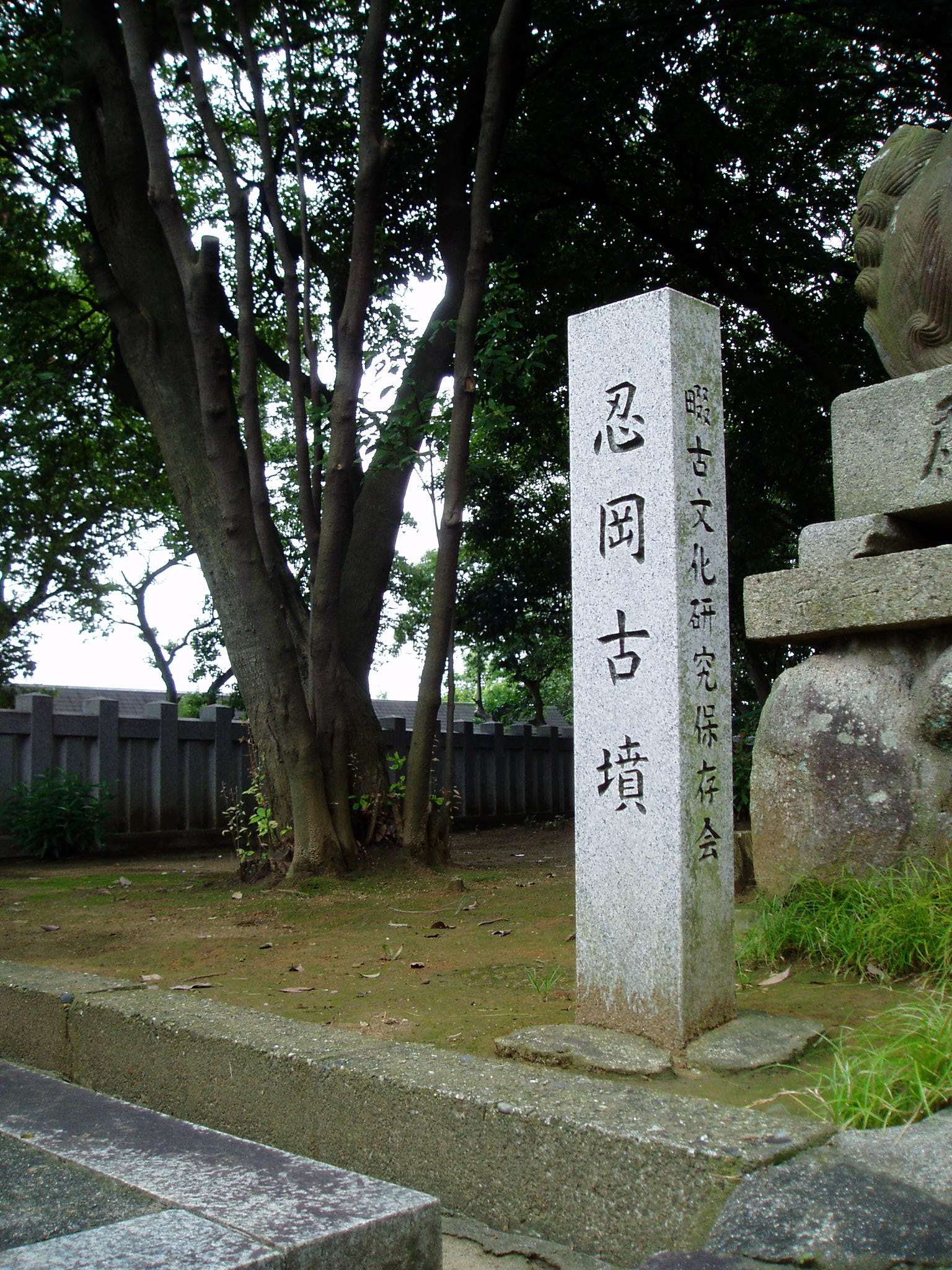
忍岡古墳碑
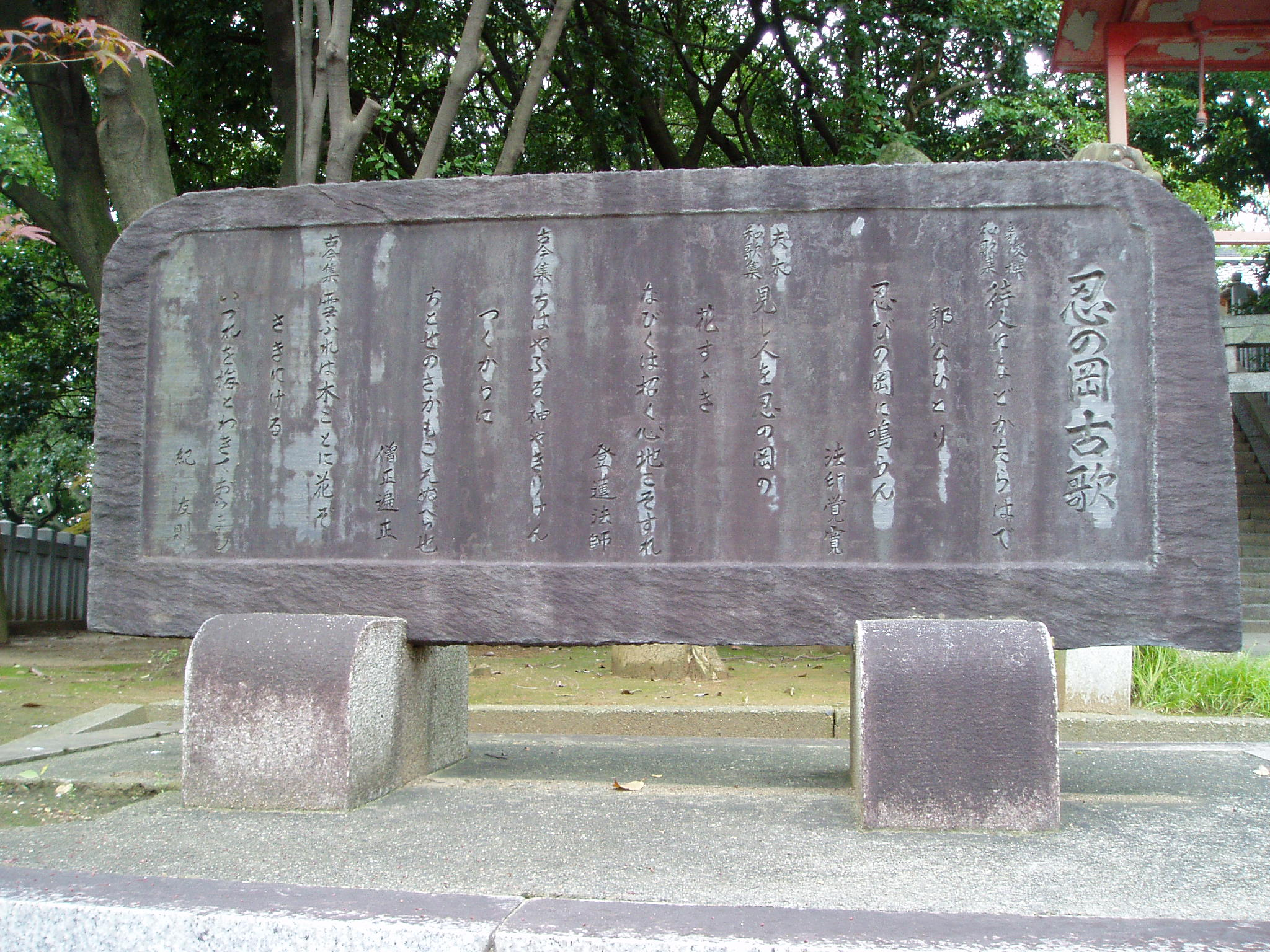
忍の岡古歌碑

## 交通アクセス
- 西日本旅客鉄道（JR西日本）学研都市線「忍ケ丘駅」